# جون سوتون (لاعب دوري الرغبي)
جون سوتون (بالإنجليزية: John Sutton)‏ هو لاعب دوري الرغبي أسترالي، ولد في 5 نوفمبر 1984 في سيدني في أستراليا.